# King Krule
Archy Ivan Marshall (London, 1994. augusztus 24. –), vagy művésznevén King Krule angol származású énekes, rapper, dalszövegíró, zenész.
A zenélést 2010-ben kezdte Zoo Kid álnéven. Jelenlegi művésznevét az azt követő évben vette fel. Napjainkig számos EP-t jelentetett meg. 2013-as debütáló albuma, a 6 Feet Beneath the Moon kritikailag kimondottan pozitív fogadtatásban részesült. Második albuma, a The Ooz 2017. október 23-án jelent meg.
Zenei stílusa punk jazz, hiphop, darkwave és trip hop elemeit ötvözi.

## Életrajza
Archie Marshall London Southwark negyedében született Rachel Howard és Adam Marshall gyermekeként. Egy, a The Guardiannek adott interjújában Rob Fitzpatrick újságírónak elmondta, egészen fiatal korától kezdve problémák jelentkeztek önfegyelmével kapcsolatban, iskolába se volt hajlandó járni. Gyerekkorában legtöbb idejét édesapja peckhami és édesanyja East Dulwich-i lakásában töltötte; anyja kevésbé volt szigorú apjánál, akinél azonban rengeteg szabályt kellett betartania. Marshall szerint apjának fizikailag el kellett őt vinnie iskolába, különben kihagyta volna óráit és szobájában bújt volna el. Amikor 13 éves lett, házi tanítót kapott maga mellé. Később felvételt nyert a Brit School zenetagozatára, ahol kezdetekben fegyelmi problémákkal küzdött, de később megtalálta helyét a közösségben.
Marshall elmondta, számos mentális betegséggel kapcsolatban tesztelték a londoni Maudsley Hospitalben. Elmondása szerint a teszteknek megfizette az árát; doktorai, tanácsadói és pszichiáterei általában félrediagnosztizálták. Ezáltal minden embert megutált, és órákra szobájába zárkózott be. depressziós és insomnias jellegű mentális problémáira sok dalának szövegében utal.
Egy amerikai közszolgálati rádiónak, az NPR-nak adott interjújában Marshall felidézte, hogy sok különböző médiumon próbálkozott művészeti alkotások létrehozásával, mivel szülei egész gyermekkorában kreatív munkára bátorították. Megjegyezte, a vizuális művészet különösen fontos szerepet tölt be az életében, tudatosan alkotja meg videóklipjei és albumborítói képi világát, kifejezve azok fontosságát önmaga számára.

## Karrierje
Marshall a Forest Hill Schoolban, majd a Brit Schoolban Jamie Isaac oldalán 2008 és 2011 között két single-t is kiadott, Zoo Kid álnéven. Marshall megalkotta a bluewavenek nevezett zenei irányzatot, ami az U.F.O.W.A.V.E. című mixtape-en öltött először testet. 2011-ben Marshall már egy új álnéven, King Krule-ként lépett fel egy Franciaországban, Hyères-ben rendezett fesztiválon. Az évben később megjelentette művésznevéről elnevezett EP-jét. A King Krule álnevet Elvis Presley egyik filmje, a King Creole inspirálta, ellentétben a korábbi feltételezésekkel, miszerint a Donkey Kong videójáték-sorozat főszereplője, King K. Rool után vette fel azt.
2012. december 9-én a BBC bejelentette, hogy a Sound of 2013 versenyen jelöltként szerepel.
King Krule debütáló albumát, a 6 Feet Beneath the Moont 2013. augusztus 24-én adta ki. Az albumon szereplő számok több, mint fele megjelent már EP-ken. Az album meghozta neki a hírnevet, főként Amerikában, ahol a Conan és a Late Show with David Letterman című műsorokban is fellépett.
2013 októberében európai turnéra indul, ami mai napig az utolsó alkalom, amikor az Egyesült Királyságban volt turnéfellépése. A sikereket követően észak-amerikai turnéba kezdet.
2014. január 8-án jelent meg YouTube-on a Lizard State című dalának videóklipje, ami több, mint 800 000 megtekintést generált.
Egy rövid szünet után újra Európában turnézott, megmagyarázhatatlanul kihagyva a koncerthelyszínek közül otthonát, az Egyesült Királyságot.
2014 februárjában a The Fader magazin 90. számának címlapján szerepelt.
2015 decemberében jelentette meg az A New Place 2 Drown című albumát Archy Marshall néven, amin 12 dal, egy 208 oldalas képes és szöveges könyv, illetve egy 10 perces dokumentumfilm található. Ebben a projektben öccse, Jack Marshall volt a partnere. Egy NPR-os interjúban Marshall azt mondta, szerette volna ha albumának része valami kézzelfogható is, valami tartalom a szemeknek, csakúgy mint a füleknek. Az albumot Archy Marshall néven adta ki a King Krule álnév helyett, hogy így is megkülönböztesse az általa képviselt kétfajta műfaji világot. Állítása szerint az A New Place 2 Drown leginkább hiphopalbum, míg a 6 Feet Beneath the Moon a dark alternative/jazz hangzásvilágot képviselte.
Marshall szerepelt az NTS Radio-ben, amelynek Mount Kimbie a házigazdája és Edgar the Beatmaker álnéven 2 dalt is kiadott. Az első névtelenül, a második When and Why címen jelent meg.
2017 augusztusában Marshall Czech One néven egy új dalt jelentetett meg. Ezt King Krule-ként hozta nyilvánosságra, debütáló albuma óta először használva ezt a művésznevet.
2017 szeptemberében szintén King Krule néven jelent meg új száma, a Dum Surfer.
2017. október 13-án jelent meg második stúdióalbuma a The Ooz, King Krule néven. Az azt megelőző két hónapban megjelentetett single-ökön túl 17 új dal is szerepel az albumon. Az album pozitív fogadtatásban részesült, és a Metacritic szerint 2017 83. legtöbbet megvitatott, és 75. legtöbbet megosztott albuma. Az album 100-ból a 23. helyen szerepelt az Official Chart Ranking rangsorában és 8.7-es értékelést kapott 56 vélemény alapján. 2017. december 13-án a neves Pitchfork magazin 2017 legjobb rock albumának nevezte a The Oozt.
Marshall olyan világszerte elismert előadók dicséretét vívta ki az albummal, mint Beyoncé és Frank Ocean, akik egyaránt rajongói King Krule dark jazz világának. Frank Ocean egy kollaboráció lehetőségét is felajánlott Marshallnak.

## Zenei stílusa
Számos kritikus és újságíró írt a változatos zenei műfajok jelenlétéről King Krule egyedi világában. Stílusát főleg a jazz alműfajaival jellemzik, mint a punk jazz, vagy a jazz fusion, de a darkwave, a post-punk és a hiphop zsánerekkel is jellemzik. Kritikusok a trip hop, a jazz rap és dub elemeket is felfedezték dalaiban. Jason Lymangrover az AllMusic szakírója King Krule számait domináns szeptimakkordokból felépülő balladáknak nevezi. De megemlít egyfajta keménységet Marshall hangjával és személyiségével kapcsolatban, ami miatt egy "olyan srácnak tűnik, aki nem kérdezne sokat, mielőtt gyorsan behúzna egyet."
Zenéjét Morrissey-hez és Edwyn Collins-hoz hasonlítják. Stílusát olyan változatos stílusokat képviselő zenészek inspirálják, mint Elvis Presley, Gene Vincent, Fela Kuti, J Dilla, Billy Bragg vagy a Penguin Cafe Orchestra. A Guardiannek adott interjújában Marshall azt állította, zenei karrierje kezdetén a Pixies és a The Libertines gyakorolta rá a legnagyobb hatást.

## Együttese
Marshall élő koncertjei során több zenésszel együtt lép fel:
- Archy Marshall – vokál, gitár, billentyűsök
- James Wilson – basszusgitár, vokál
- George Bass – dob
- Jack Towell – gitár
- Connor Atanda (aka Rago Foot) – elektronikus hangszerek, szaxofon
- John Keek – szaxofon
- Ignacio Salvadores – szaxofon

## Diszkográfia
| Album                                      | Részletek | Legmagasabb elért helyezés | Legmagasabb elért helyezés | Legmagasabb elért helyezés | Legmagasabb elért helyezés | Legmagasabb elért helyezés | Legmagasabb elért helyezés | Tanúsítvány |
| Album                                      | Részletek | UK                         | AUS                        | DEN                        | FRA                        | GER                        | SWE                        | Tanúsítvány |
| ------------------------------------------ | --- | -------------------------- | -------------------------- | -------------------------- | -------------------------- | -------------------------- | -------------------------- | ----------- |
| 6 Feet Beneath the Moon                    | - Megjelenés: 2013. augusztus 26. - Kiadó: XL/True Panther Sounds - Formátumok: CD, LP, digitális letöltés, cassette | 65                         | —                          | 19                         | 182                        | 100                        | 60                         |             |
| A New Place 2 Drown (Archy Marshall néven) | - Megjelenés: 2015. december 10. - Kiadó: XL/True Panther Sounds - Formátumok: CD, LP, digitális letöltés, cassette  | —                          | —                          | —                          | —                          | —                          | —                          |             |
| The Ooz                                    | - Megjelenés: 2017. október 13. - Kiadó: XL/True Panther Sounds - Formátumok: CD, LP, digitális letöltés, cassette   | 23                         | 51                         | —                          | 124                        | —                          | —                          |             |
| Man Alive!                                 | - Megjelenés: 2020. - Kiadó: XL/True Panther Sounds - Formátumok: CD, LP, digitális letöltés, cassette               |                            |                            |                            |                            |                            |                            |             |

## Fordítás
Ez a szócikk részben vagy egészben  a   King Krule című angol Wikipédia-szócikk ezen változatának fordításán alapul.  Az eredeti cikk szerkesztőit annak laptörténete sorolja fel. Ez a jelzés csupán a megfogalmazás eredetét és a szerzői jogokat jelzi, nem szolgál a cikkben szereplő információk forrásmegjelöléseként.